# Anachipteria australoides
Anachipteria australoides är en kvalsterart som beskrevs av Arthur P. Jacot 1938. Anachipteria australoides ingår i släktet Anachipteria och familjen Achipteriidae. Inga underarter finns listade i Catalogue of Life.